# Hans Weiditz

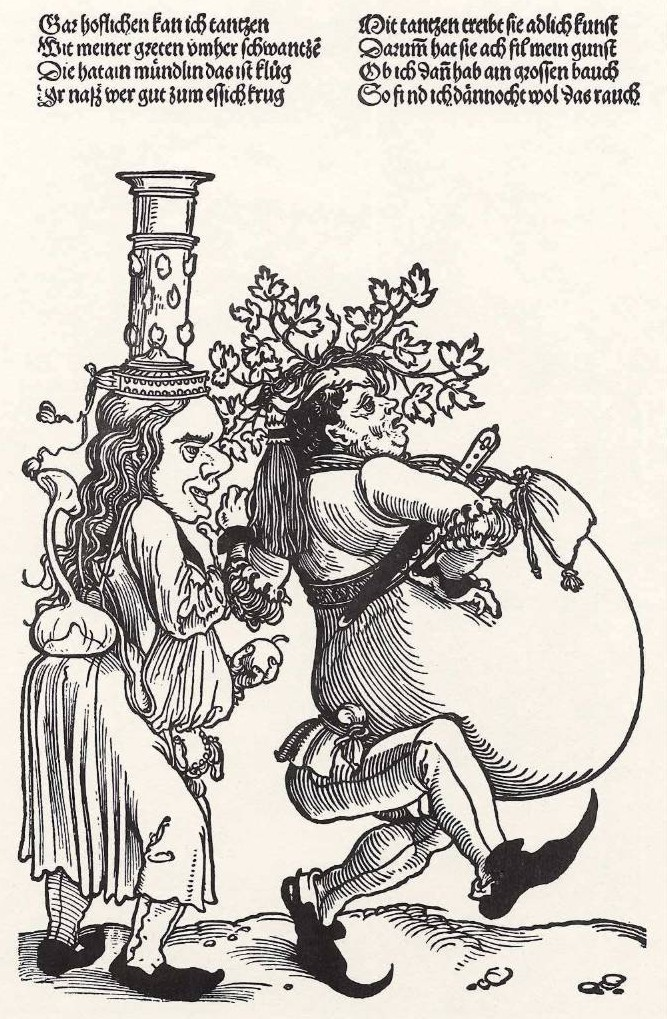
Caricatura

Hans Weiditz el Jove, Hans Weiditz der Jüngere, Hans Weiditz II (1495 Freiburg im Breisgau - c1537 Berna), va ser un artista alemany de l'època del Renaixement, també conegut com El Mestre de Petrarca per les seves il·lustracions per xilografia de les obres de Francesco Petrarca De remediis utriusque fortunae. Actualment se'l reconeix especialment per les seves escenes realistes o les seves caricatures fetes per il·lustrar les abstractes màximes de Ciceró i de Petrarca.

## Biografia

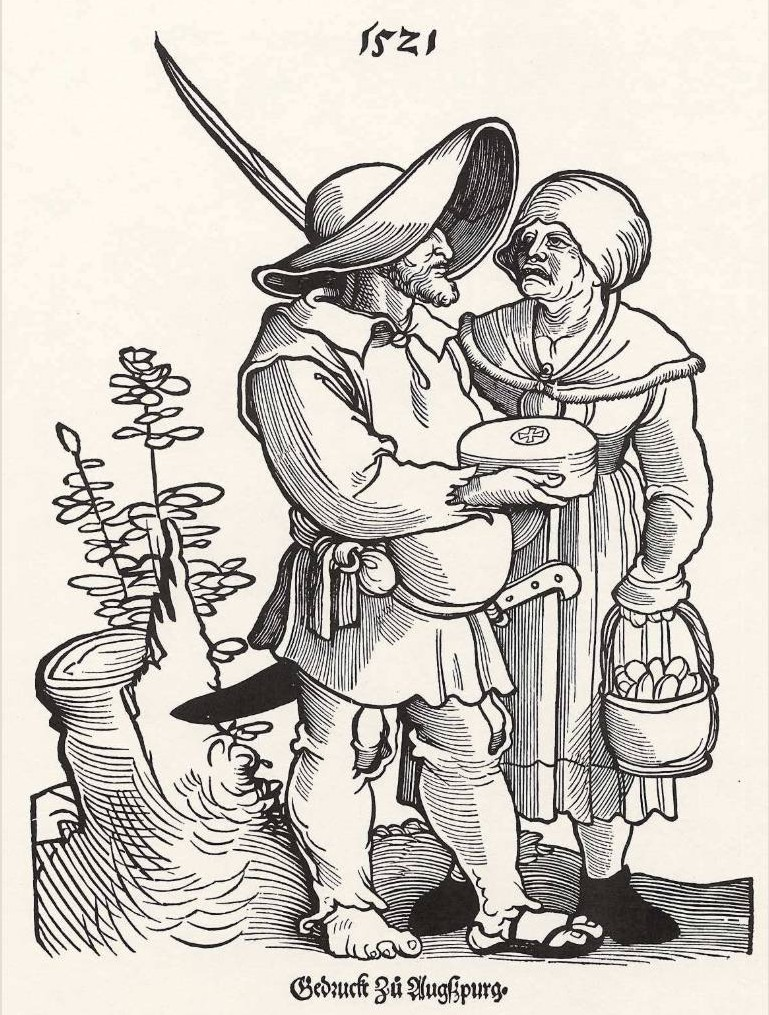
El formatger i la seva dona

El seu pare, Hans Weiditz el vell o Hans Weiditz I (c. 1475, Straßburg - c. 1516, Straßburg) treballà a Friburg de Brisgòvia entre 1497 i 1514, el 1505 treballà com escultor al Dreikönigsaltar de la catedral de Freiburg.
Weiditz el Jove va tenir com a mestre a Hans Burgkmair i va ser actiu a Augsburg entre 1512 i 1522, i de 1522 fins a 1536 a Straßburg, produint xilografies per il·lustrar llibres. També va fer il·lustracions per a edicions de llibres de Ciceró com De Officiis el 1531, per la d'Apuleius L'ase d'or (1538), i les Comèdies de Plaute.

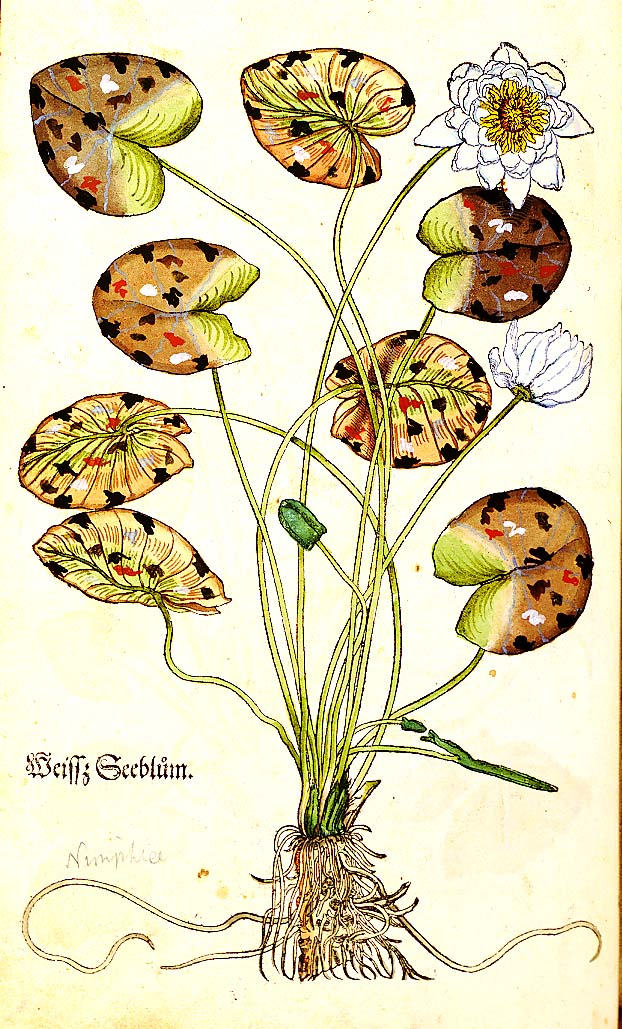
Placa xilogràfica d’Herbarium Vivae Eicones

També il·lustrà l'obra de botànica Herbarum vivae eicones (1530-1536) escrita per Otto Brunfels ho va fer de manera realista, fent els seus dibuixos de plantes model directament observades en la natura.